# Ravanelli Ferreira dos Santos
Ravanelli Ferreira dos Santos (sinh ngày 29 tháng 8 năm 1997) là một cầu thủ bóng đá người Brasil hiện tại thi đấu ở vị trí tiền vệ tấn công hay hộ công cho FC Akhmat Grozny.

## Sự nghiệp câu lạc bộ
Vào ngày 20 tháng 6 năm 2017, anh ký bản hợp đồng 4 năm với câu lạc bộ tại Giải bóng đá ngoại hạng Nga FC Akhmat Grozny.

## Thống kê sự nghiệp
Tính đến 13 tháng 5 năm 2018
| Câu lạc bộ          | Mùa giải            | Giải vô địch                | Giải vô địch | Giải vô địch | State League | State League | Cúp     | Cúp       | Châu lục | Châu lục  | Khác    | Khác      | Tổng cộng | Tổng cộng |
| Câu lạc bộ          | Mùa giải            | Hạng đấu                    | Số trận      | Bàn thắng    | Số trận      | Bàn thắng    | Số trận | Bàn thắng | Số trận  | Bàn thắng | Số trận | Bàn thắng | Số trận   | Bàn thắng |
| ------------------- | ------------------- | --------------------------- | ------------ | ------------ | ------------ | ------------ | ------- | --------- | -------- | --------- | ------- | --------- | --------- | --------- |
| Ponte Preta         | 2015                | Série A                     | 0            | 0            | —            | —            | 0       | 0         | 0        | 0         | —       | —         | 0         | 0         |
| Ponte Preta         | 2016                | Série A                     | 14           | 1            | 5            | 1            | 4       | 0         | —        | —         | —       | —         | 23        | 2         |
| Ponte Preta         | 2017                | Série A                     | 3            | 0            | 11           | 0            | 2       | 0         | 2        | 0         | —       | —         | 18        | 0         |
| Ponte Preta         | Tổng cộng           | Tổng cộng                   | 17           | 1            | 16           | 1            | 6       | 0         | 2        | 0         | —       | —         | 41        | 2         |
| Akhmat Grozny       | 2017–18             | Giải bóng đá ngoại hạng Nga | 12           | 1            | —            | —            | 1       | 0         | —        | —         | —       | —         | 13        | 1         |
| Tổng cộng sự nghiệp | Tổng cộng sự nghiệp | Tổng cộng sự nghiệp         | 29           | 2            | 16           | 1            | 7       | 0         | 2        | 0         | 0       | 0         | 54        | 3         |